# Ґадомець-Мілоцента
Ґадомець-Мілоцента (пол. Gadomiec-Miłocięta) — село в Польщі, у гміні Хожеле Пшасниського повіту Мазовецького воєводства.
Населення — 51 особа (2011).
У 1975-1998 роках село належало до Остроленцького воєводства.

## Демографія
Демографічна структура станом на 31 березня 2011 року:
|          | Загалом | Допрацездатний вік | Працездатний вік | Постпрацездатний вік |
| -------- | ------- | ------------------ | ---------------- | -------------------- |
| Чоловіки | 28      | 8                  | 14               | 6                    |
| Жінки    | 23      | 6                  | 8                | 9                    |
| Разом    | 51      | 14                 | 22               | 15                   |